# Tristanwaterhoen
Het tristanwaterhoen (Gallinula nesiotis) is een uitgestorven (onder)soort. De wetenschappelijke naam werd in 1861 door Philip Lutley Sclater gepubliceerd. De soortaanduiding nesiotis is Oudgrieks (νησιώτης, nisiòtis) voor eilandbewoner. Tot ongeveer 1850 was dit een algemene vogel op het eiland Tristan da Cunha.

## Beschrijving
Het tristanwaterhoen lijkt sterk op het gewone waterhoen maar is wat kleiner en ziet er minder rank uit en heeft kortere vleugels. De vogels hebben hun vliegvermogen verloren, net als het goughwaterhoen.
De vogel was in 1873 al zeldzaam geworden en stierf tegen het einde van de negentiende eeuw uit als gevolg van jacht (het dier was een gewilde buit), predatie door katten, ratten en varkens en door vernietiging van het leefgebied. In musea zijn een paar exemplaren van het tristanwaterhoen bewaard gebleven.

## Taxonomie
Het tristanwaterhoen was endemisch op Tristan da Cunha. In 1956 is op dit eiland het goughwaterhoen geïntroduceerd.
In 2008 is in Nederland DNA-onderzoek gedaan aan materiaal van de waterhoentjes die nu voorkomen op Gough en Tristan da Cunha en museummateriaal dat er nog is van de waterhoentjes van Tristan da Cunha uit de negentiende eeuw. Hieruit bleek dat er flinke verschillen zijn tussen de 'oude' waterhoentjes van Tristan da Cunha enerzijds en anderzijds de huidige waterhoentjes op zowel Gough als Tristan da Cunha. Die laatste twee verschillen niet onderling. De onderzoekers komen tot de conclusie dat de verschillen bij nader inzien toch niet zo opvallend groot zijn en kunnen worden geïnterpreteerd als verschillen die mogelijk zijn binnen ondersoorten. Volgens de regels van de zoölogische nomenclatuur zou dan het uitgestorven hoentje Gallinula nesiotis nesiotis moeten heten en de nu nog voorkomende waterhoentjes op beide eilanden Gallinula nesiotis comeri. De IUCN en de IOC World Bird List delen deze opvatting niet en beschouwen het tristanwaterhoen als een aparte, inmiddels uitgestorven soort.